# 猛桂脂鯉
猛桂脂鯉，為輻鰭魚綱脂鯉目脂鯉亞目脂鯉科的其中一個種，為熱帶淡水魚，分布於南美洲亞馬遜河上游流域，體長可達10公分，棲息在底中層水域，以魚鱗為食，生活習性不明。